# Die, Die My Darling
Singles de Metallica
Whiskey in the Jar
(1999) Nothing Else Matters '99
(2000)
"Die, Die My Darling" est un single de 1999 par le groupe de metal américain Metallica, reprise de la chanson de The Misfits pour leur album de reprises de 1998 Garage Inc..